# Eastleach
Eastleach – civil parish w Anglii, w hrabstwie Gloucestershire, w dystrykcie Cotswold. Leży 41 km na wschód od miasta Gloucester i 112 km na zachód od Londynu. W granicach civil parish leżą także Eastleach Martin i Eastleach Turville. W 2011 roku civil parish liczyła 306 mieszkańców.